# Lithospermum calycosum
Lithospermum calycosum är en strävbladig växtart som först beskrevs av James Francis Macbride, och fick sitt nu gällande namn av Ivan Murray Johnston. Lithospermum calycosum ingår i släktet stenfrön, och familjen strävbladiga växter. Inga underarter finns listade i Catalogue of Life.